# گوئین شاتول
گوئین شاتول (نی روولی؛ زاده ۲۳ نوامبر ۱۹۶۳) یک بازرگان و مهندس آمریکایی است. او اکنون به عنوان  رئیس و مدیر عملیات(coo) شرکت اسپیس اکس، یک شرکت حمل و نقل فضایی آمریکایی است، جایی که وی مسئولیت فعالیت‌های روزانه و رشد شرکت را بر عهده دارد. از سال ۲۰۲۰، او توسط فوربز به عنوان ۵۵اُمین زن قدرتمند جهان معرفی شده‌است.

## اوایل زندگی
شاتول در اوانستون، ایلینویز متولد شد، به عنوان دومین دختر از سه دختر خانواده ای که پدر و مادرش یک جراح مغز و یک هنرمند بودند. وی در لیبرتیویل، ایلینویز بزرگ شد. وی مدارج کارشناسی مهندسی مکانیک و کارشناسی ارشد ریاضیات کاربردی را از دانشگاه نورت‌وسترن دریافت کرد.